# Arnaud Maïsetti
Arnaud Maïsetti, né le 10 janvier 1983 à Spire, en Allemagne, est un écrivain français.

## Biographie
Arnaud Maïsetti fait ses études à Paris.
Il écrit en 2008 un premier roman publié aux éditions du Seuil dans la collection "Déplacements" dirigée par François Bon : « Où que je sois encore….
Depuis 2009, il participe aux travaux de la maison d'édition numérique Publie.net.
Dramaturge (avec la compagnie de théâtre La Controverse, et le metteur en scène Jérémie Scheidler, pour lequel il a travaillé aux spectacles Un seul été  (d'après L'été 80, de Marguerite Duras), et Layla, à présent je suis au fond du monde ,), il écrit également pour le théâtre : Les Tombeaux sont appelés des solitudes, retenu en 2012 par le comité de lecture du théâtre national de Strasbourg , et Les Filles perdues,  sélectionnée par le Festival "Textes en Cours" .
En 2018, il est l'auteur d'une biographie du dramaturge Bernard-Marie Koltès aux éditions de Minuit . Elle lui vaut d'être sélectionné pour le Goncourt de la biographie 2018, devenu prix Edmonde-Charles-Roux.
Agrégé de lettres modernes, docteurs en lettres et arts de l'université Paris-VII, Arnaud Maïsetti est maître de conférences en études théâtrales à l'université d'Aix-Marseille . Il est l'auteur de plusieurs articles sur le théâtre contemporain.

## Œuvres
- Où que je sois encore…, Éditions du Seuil, 2008  (ISBN 2-0209-6156-3)
- Bernard-Marie Koltès, Éditions de Minuit, 2018  (ISBN 2-7073-4394-3)
- Saint-Just & des poussières, L'Arbre vengeur, 2021
- Brûlé vif, L'Arbre vengeur, 2023

### Œuvres en collaboration avec des artistes
- La Mancha, Nuit Myrtide, 2009 (avec Jérémy Liron)
- Layla, à présent je suis au fond du monde, Esse que éditions, 2016 (avec Jérémie Scheidler) (théâtre)
- Dakar Nuit, Editions Charlotte Sometimes, 2017 (avec Ulrich Lebeuf)
- And everything becomes nothing again, Livre d'Artiste, 2017 (avec Léa Habourdin)

### Parutions numériques
- "Seul comme on ne peut pas le dire", Koltès (essai), Éditions Publie.net, 2009
- Anticipations, Éditions Publie.net, 2011
- Affrontements, Éditions Publie.net, 2012